# 西點 (喬治亞州)
西點（英語：West Point）是一個位於美國喬治亞州哈里斯縣和特魯普縣的城市。

## 地理
西點的座標為32°52′35″N 84°10′26″W / 32.87639°N 84.17389°W，而該地的平均海拔高度為173米（即568英尺）。

## 人口
根據2010年美國人口普查的數據，西點的面積為29.20平方千米，當中陸地面積為28.90平方千米，而水域面積為0.30平方千米。當地共有人口3474人，而人口密度為每平方千米118.97人。